# Olatz Agorria
Olatz Agorria Etxebarria (Amorebieta, 21 december 1996) is een Spaans wielrenster die anno 2018 rijdt voor het Baskische Sopela Women's Team.

## Carrière
In 2015 werd Agorria prof bij de Spaanse ploeg BZK Emakumeen Bira. Haar debuut maakte ze in de Durango-Durango Emakumeen Saria, ze eindigde op de honderdste plaats.
Agorria · Alzola · Amesti · Bonnin · Domínguez · Idirin · Isasi · Rodríguez · San José · Unanue